# TV Canaria Dos
La TV Canaria Dos és un canal de televisió exclusiu del servei de Televisió Digital Terrestre a les Canàries. El domicili social de la TV Canaria Dos es troba a Santa Cruz de Tenerife.
Aquest canal d'àmbit autonòmic pertanyent a TV Canaria és un canal amb esperit cultural que es nodreix de documentals, programes culturals i teleformació. També emet una redifusió del Telenoticias 2.